# میتسوبیشی دلیکا
میتسوبیشی دلیکا طیف وسیعی از وانت‌ها ون‌ها و کامیون‌های پیکاپ است که توسط خودروساز ژاپنی میتسوبیشی موتورز از سال ۱۹۶۸ تا کنون طراحی و ساخته شده‌است. این خودرو در اصل بر اساس وانت کابور ساخته شده‌است. این ون در اروپا، جامائیکا، نیوزلند، استرالیا، ایران، چین و در ایالات متحده فروخته شده‌است.

## نسل اول ۱۹۶۸

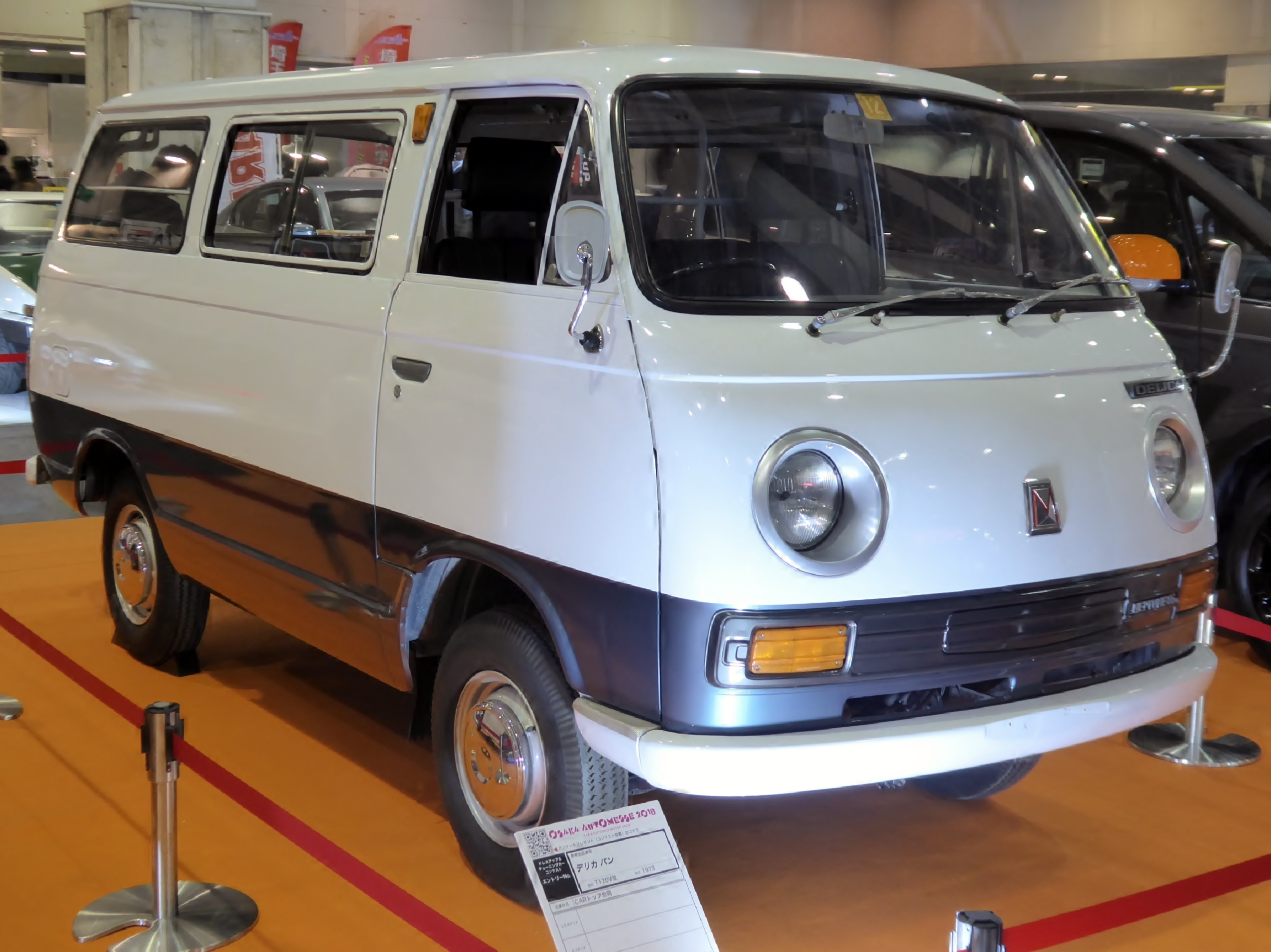
دلیکا نسل ۱ مدل ۱۹۷۳

تولید خودرو با نام تجاری دلیکا در ژوئیه ۱۹۶۸ آغاز شد. نسل اول این خودرو از موتور ۱۰۸۸ سی سی KE44 با قدرت ۵۸ اسب بخار (۴۳ کیلووات)، استفاده می‌کرد که حداکثر بار آن ۶۰۰ کیلوگرم (۱٫۳۲۳ پوند) بود و حداکثر سرعت نهایی آن ۱۱۵ کیلومتر در ساعت (۷۱ مایل در ساعت) بود. یک سال بعد، مطابق با نیاز مصرف‌کننده، یک وانت بار و یک ون به خط تولید اضافه شد. نسل دوم جایگزین این خودرو شد.

## نسل دوم ۱۹۷۹

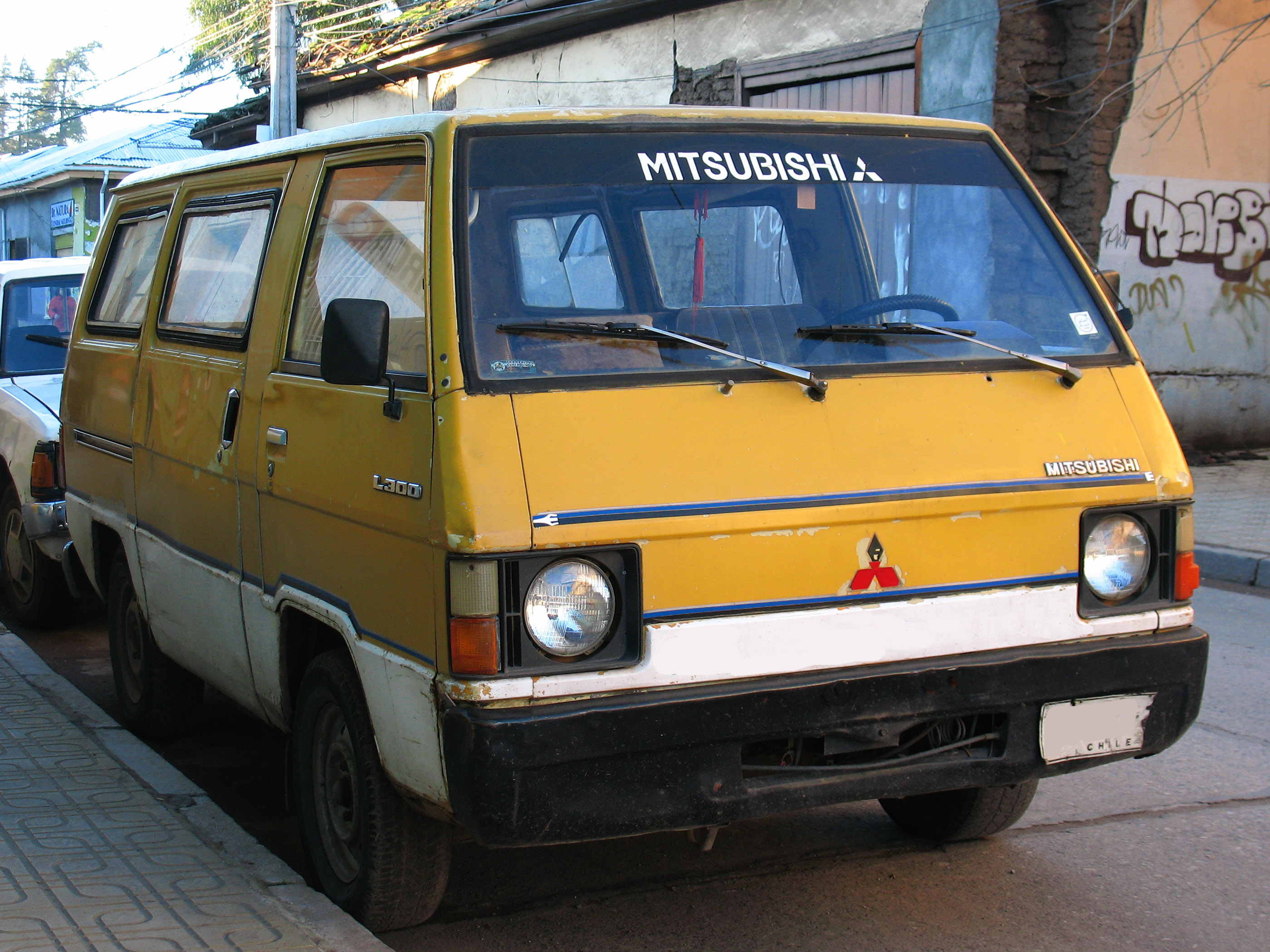
نسل دوم دلیکا

سری دوم دلیکا در ژوئن ۱۹۷۹ با یک طراحی جدید معرفی شد. عرض کلی این خودرو نسبت به نسل قبل کاهش یافته بود با توجه به مقررات جدید ژاپن در آن زمان. سیستم تعلیق جلوی آن در جلو با یک ساختار مستطیل مستقل و یک سیستم فنر برگ در عقب طراحی شده بود است. انواع مدل‌های هفت نفره و هشت نفره و وانت برای این مدل موجود بود.

## نسل سوم ۱۹۸۶

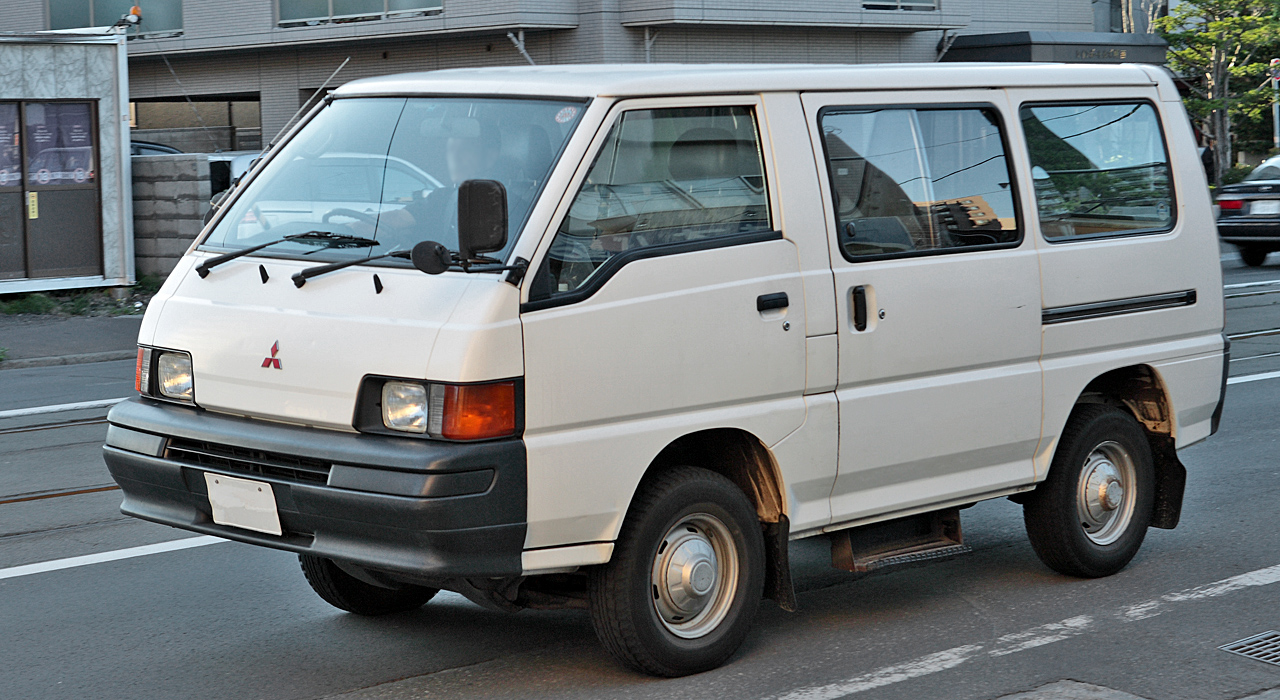

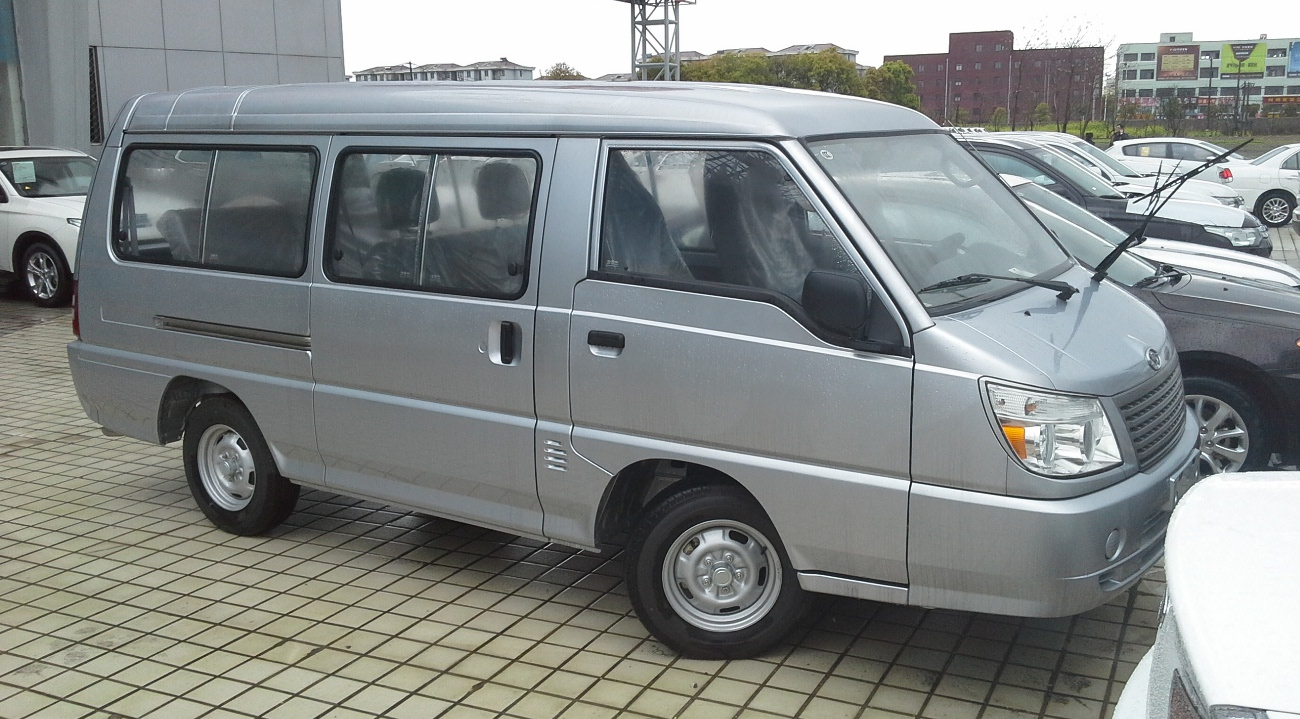
فیس‌لیفت نسل سوم دلیکا در چین که با نام سوئیست دلیکا به فروش می‌رسید

در ژوئن ۱۹۸۶ دلیکا سومین نسلش توسط میتسوبیشی ارائه شد. آیرودینامیک این نسخه بهتر از نسخه‌های قبلی، بدنه تک رنگ و ویژگی‌های ایمنی گسترده این خودرو در بازار خودروهای تفریحی ژاپن که به سرعت در حال رشد بود بسیار مشهور شد. طراحی گردتر توسط میتسوبیشی در این خودرو به عنوان «مکعب نرم» شناخته شد. در سال ۱۹۹۰، این خودرو در بازار استرالیا با موتور دیزلی تنفس طبیعی برای اولین بار معرفی شد که در آنجا بعنوان یک آپشن بود.

### بازارها

#### ایران

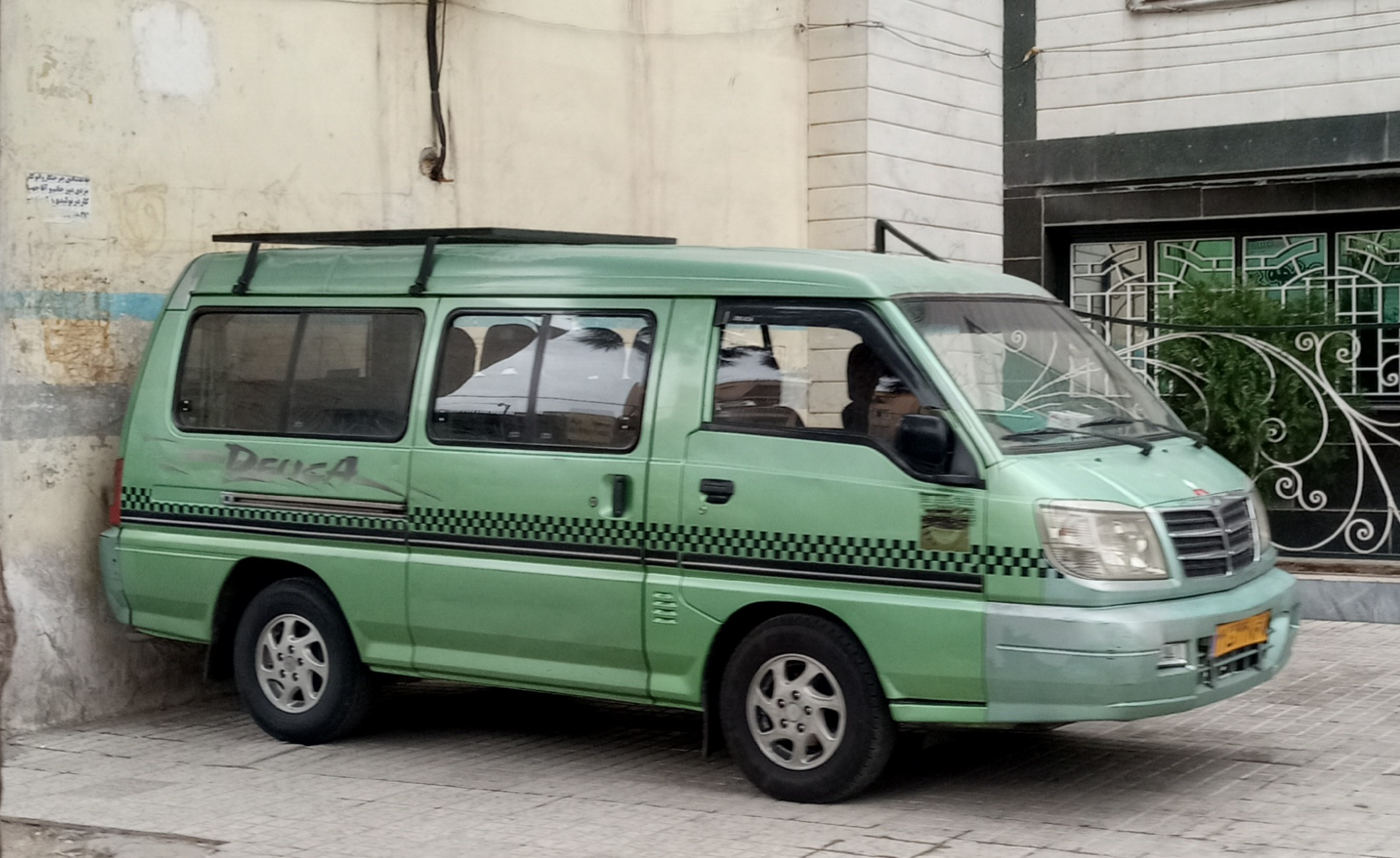
ون دلیکا در ایران با کاربری مسافربری

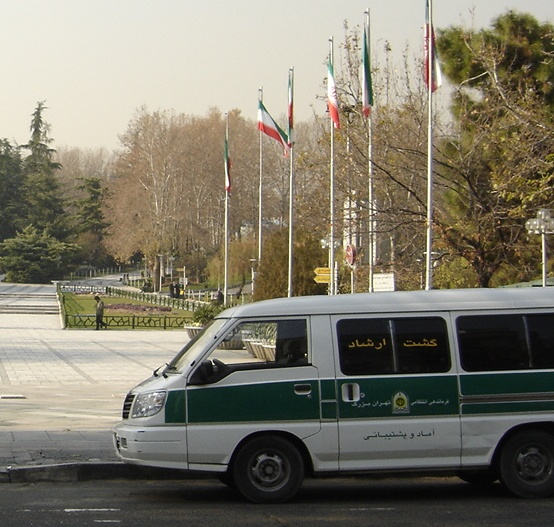
دلیکا با کاربری گشت ارشاد

دلیکا موجود در ایران نسخه فیس‌لیفت شده نسل سوم این خودرو است که توسط سوئیست زیر مجموعه گروه فوجیان موتورز فیس‌لیفت شده‌است نسخه عرضه شده در ایران به موتور ۲ لیتری ۸۹ اسب بخاری مجهز شده‌است این نسخه در دو مدل ۷ نفره و ۱۱ نفره عرضه می‌شد. کاربری این خودرو در ایران بیشتر به صورت تاکسی و ون‌های مسافر بری شخصی بود.

## نسل چهارم ۱۹۹۴

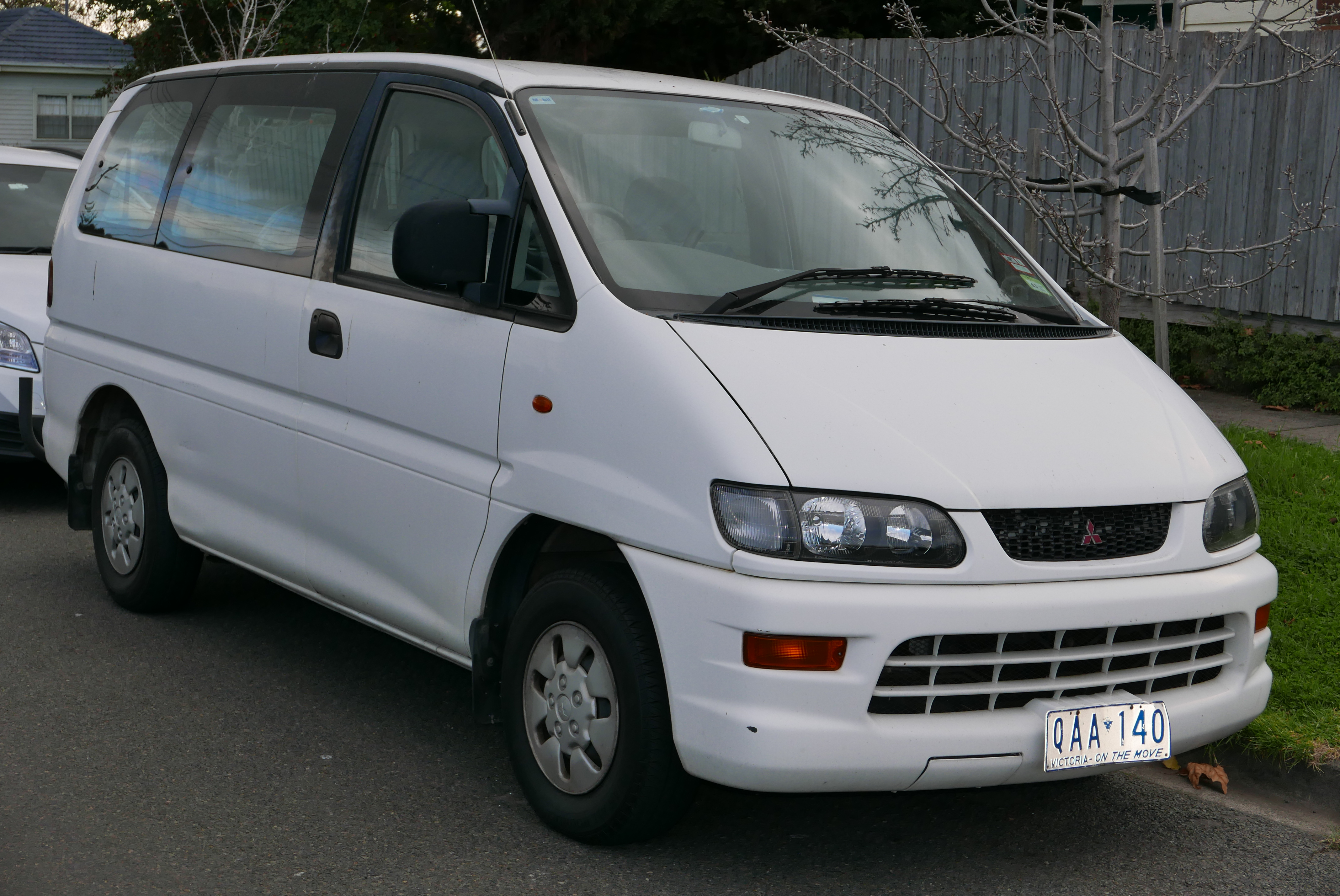
دلیکا نسل چهارم مدل ۱۹۹۹

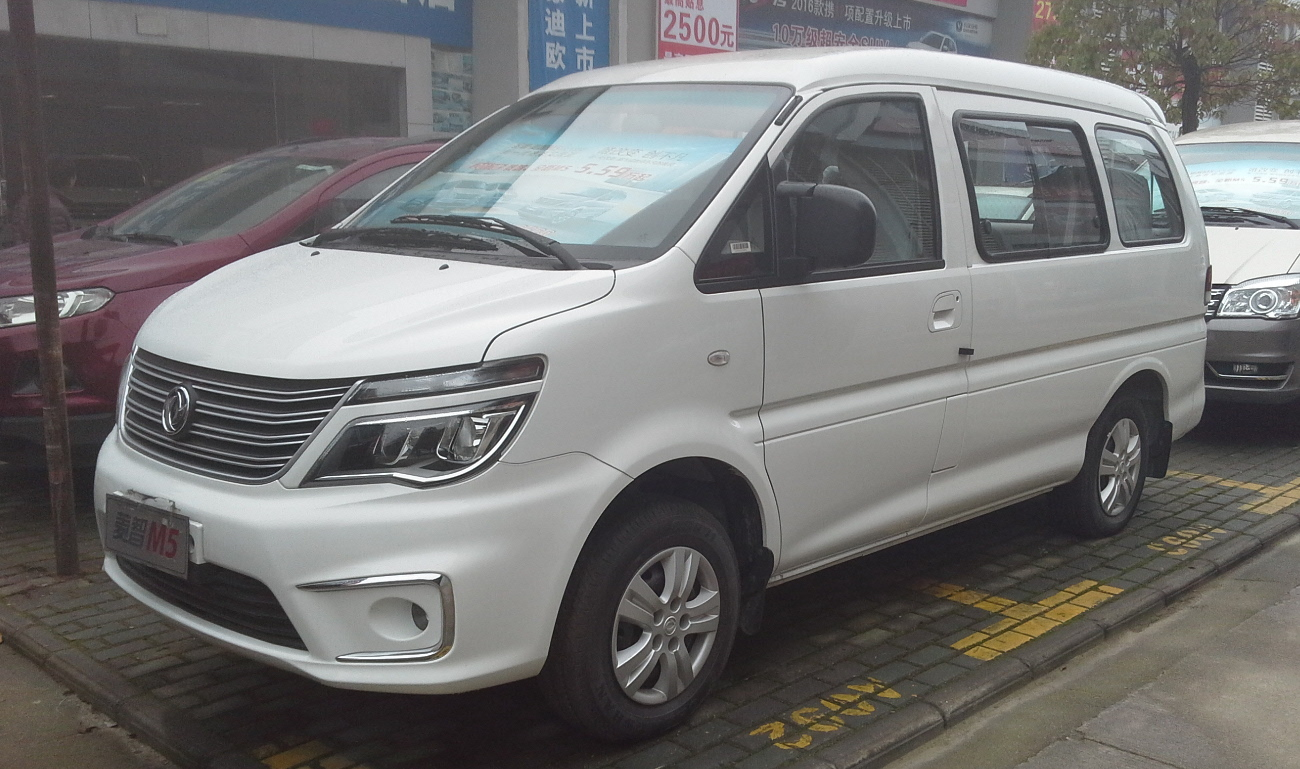
فیس‌لیفت نسل چهارم دلیکا نسخه چین

نسل چهارم دلیکا که در ۱۲ مه ۱۹۹۴ عرضه شد، تغییرات زیادی نسبت به نسل قبل داشت، این اتاق بدنه آیرودینامیکی تر و امکانات فنی و ایمنی بیشتری نسبت به نسل قبل داشت. مدل کامیون از این نسل بر عکس نسل‌های قبلی عرضه نشد از لحاظ شاسی هم این ون در دونسخه شاسی بلند و شاسی کوتاه در دسترس بود.
انواع موتورهای ۲٫۴ لیتری، ۳، ۲٫۵ و ۲٫۸ لیتری در بازارهای جهانی برای این خودرو موجود بودند.

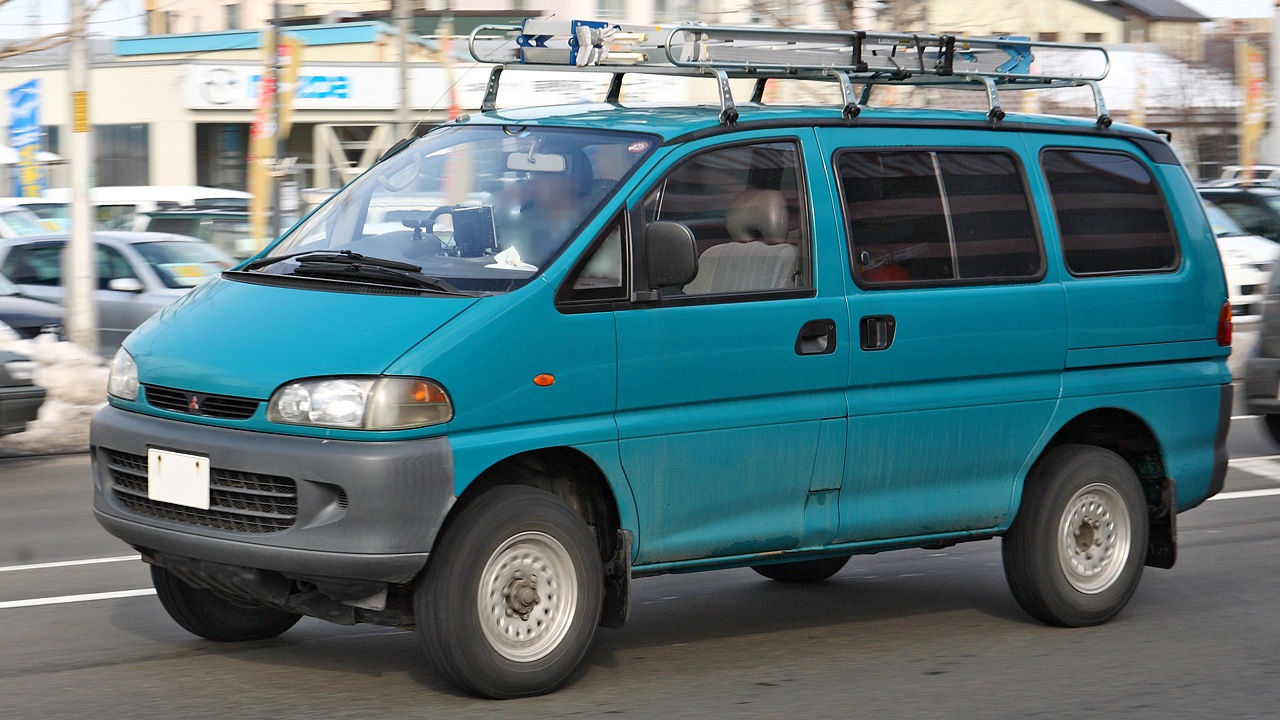
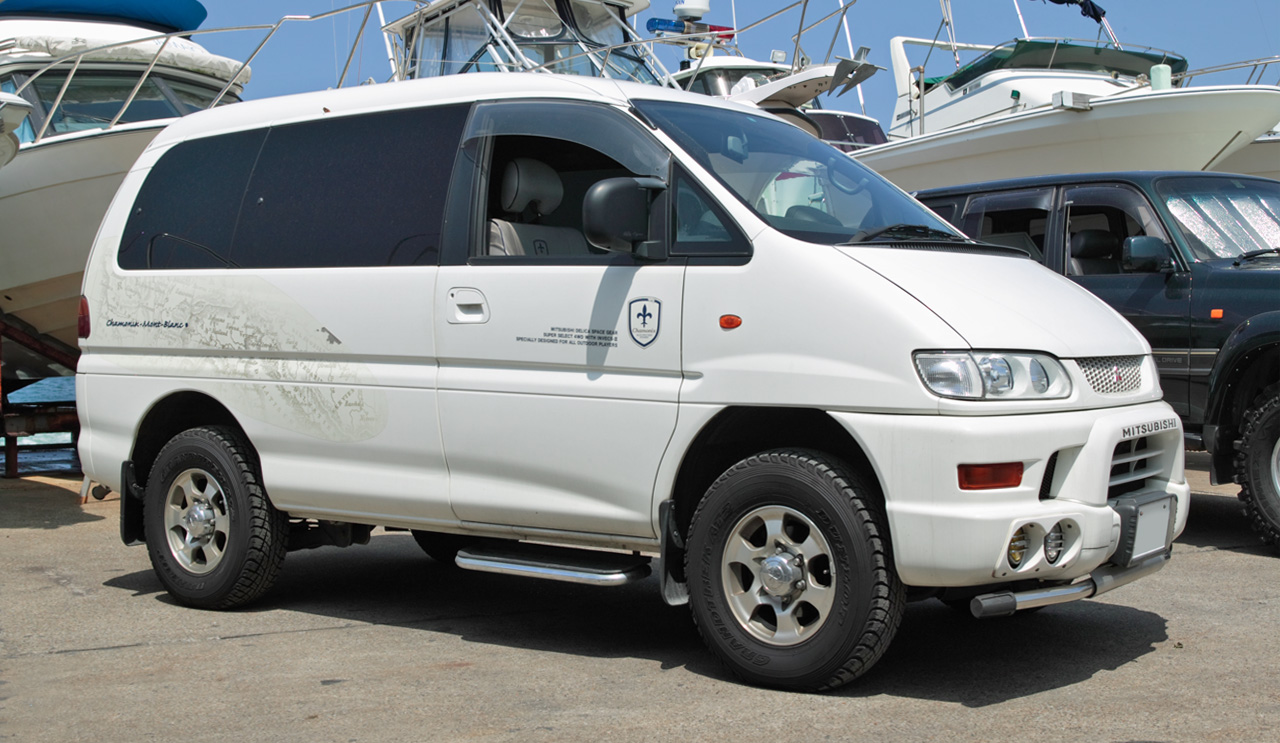

## نسل پنجم ۲۰۰۶

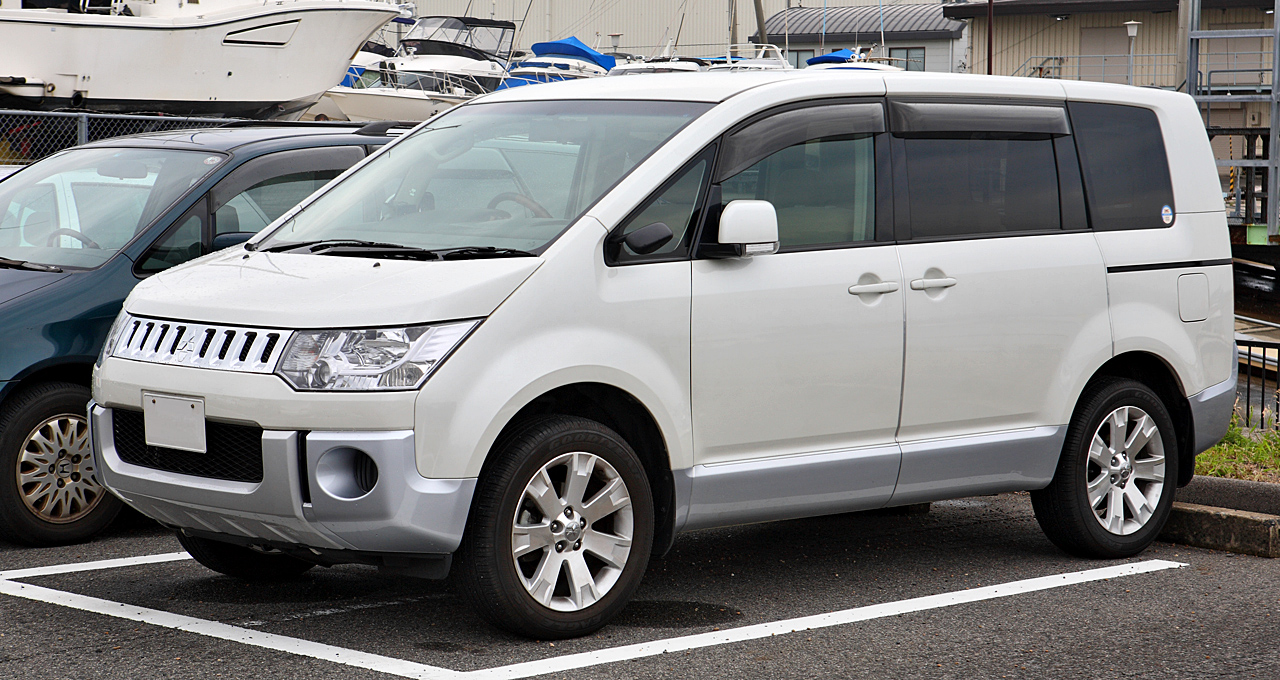
نسل پنجم دلیکا

در ۳۰ اکتبر ۲۰۰۶، میتسوبیشی موتور اعلام کرد که نسل بعدی مینی ون دلیکا، دلیکا دی۵ نامیده می‌شود که بر اساس نمونه اولیه کانسپت دی-۵ اولین بار در سی و نهمین نمایشگاه اتومبیل توکیو در سال ۲۰۰۵ به نمایش گذاشته شد. این اتاق یک ون هشت نفره است که دارای سیستم چهار چرخ محرک AWC میتسوبیشی و گیربکس پیوسته متغیر INVECS-III است که به موتور ۲٫۴ لیتری یا ۲٫۰ لیتری ۴ سیلندر خطی مجهز شده‌است. این نسل بر اساس یک پلت فرم جدید جهانی با نام دلیکا -جی‌اس طراحی شده‌است.

### فیس‌لیفت ۲۰۱۹

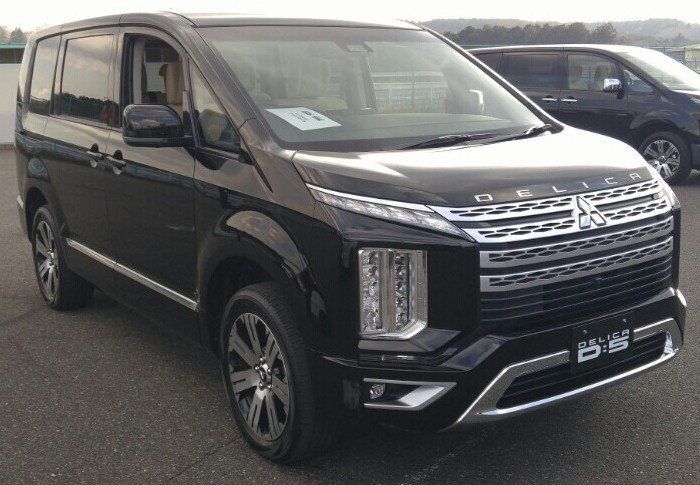
دلیکا فیس‌لیفت ۲۰۱۹

فیس لیفت ۲۰۱۹ دلیکا در ژاپن در ۲۱ نوامبر ۲۰۱۸ با زبان طراحی موسوم به  داینامیک شیلد با سیستم‌های مدرن تر و طراحی به روز تر معرفی شد. این نسل در ۱۵ فوریه ۲۰۱۹ به بازار راه یافت.

## آمار فروش
| سال  | ژاپن    | فیلیپین | تایوان | چین    |
| ---- | ------- | ------- | ------ | ------ |
| ۱۹۹۵ | ۱۰۹٬۹۳۰ | n/a     | n/a    |        |
| ۱۹۹۶ | ۸۸٬۹۷۸  | n/a     | n/a    |        |
| ۱۹۹۷ | ۶۹٬۴۹۵  | n/a     | n/a    |        |
| ۱۹۹۸ | ۳۴٬۶۱۴  | n/a     | n/a    |        |
| ۱۹۹۹ | ۱۷٬۷۵۸  | n/a     | n/a    |        |
| ۲۰۰۰ | ۲۸٬۲۴۲  | ۲٬۹۱۸   | ۸٬۱۲۵  |        |
| ۲۰۰۱ | ۱۲٬۹۶۵  | ۲٬۰۷۹   | ۵٬۱۳۳  | ۶۹۰    |
| ۲۰۰۲ | ۱۷٬۴۵۶  | ۲٬۹۲۵   | ۴٬۱۹۲  | ۶۰۰    |
| ۲۰۰۳ | ۱۳٬۰۱۱  | ۳٬۵۲۹   | ۵٬۱۶۶  | ۱۳٬۷۱۰ |
| ۲۰۰۴ | ۱۶٬۴۳۲  | ۲٬۸۲۶   | ۳٬۸۶۲  | ۱۶٬۰۷۴ |
| ۲۰۰۵ | ۱۶٬۴۴۴  | ۳٬۶۸۵   | ۲٬۳۱۵  | ۵٬۹۶۰  |
| ۲۰۰۶ | ۱۶٬۰۴۱  | ۳٬۹۹۲   | ۱٬۱۶۰  | –      |
| ۲۰۰۷ | ۱۴٬۸۲۴  | ۴٬۵۸۰   | ۱٬۱۱۵  | –      |

(منابع: Facts & Figures 2000, Facts & Figures 2005, Facts & Figures 2008, Facts & Figures 2010 Mitsubishi Motors website)